# Майсаков, Владимир Андреевич
Владимир Андреевич Майсаков — советский футболист, нападающий.

## Биография
Начал играть в футбол в Минске.
Вместе с авиационный предприятием эвакуировался в Куйбышев.
Играл в «Крыльях Советов» в первом послевоенном чемпионате 1945 года, в том сезоне команда вышла в I группу, а Майсаков провел на поле 4 из 17 игр первенства и забил 2 мяча. В 1946 и 1947 годах провёл по 4 игры в классе «А». 4 и 6 июня 1947	забил голы в высшей лиге в ворота московских «Динамо» (1:1) и «Спартака» (2:0).
В 1948 году перестал попадать в состав «Крыльев» и перешёл в куйбышевские «Трудовые резервы» (выступавшие на тот момент в Чемпионате РСФСР), но заканчивал год в команде II группы первенства СССР «Авангард» (Свердловск) и даже отметился голом. В 1949 году перешёл в «Динамо» (Челябинск) в котором провёл 7 сезонов (в 1949 — во II группе первенства СССР).